# بيورن فرازير
بيورن فرازير هو عسكري نرويجي، (و. 1911 – 1993 م).